# Hermosa Beach
Hermosa Beach is een plaats (city) in de Amerikaanse staat Californië, en valt bestuurlijk gezien onder Los Angeles County.

## Demografie
Bij de volkstelling in 2000 werd het aantal inwoners vastgesteld op 18.566.
In 2006 is het aantal inwoners door het United States Census Bureau geschat op 19.544, een stijging van 978 (5.3%).

## Geografie
Volgens het United States Census Bureau beslaat de plaats een oppervlakte van
15,3 km², waarvan 3,7 km² land en 11,6 km² water.

## Plaatsen in de nabije omgeving
De onderstaande figuur toont nabijgelegen plaatsen in een straal van 8 km rond Hermosa Beach.

## Geboren
- Keith Morris (1955), zanger
- Canyon Ceman (1972), beachvolleyballer